# 古河総合公園
古河総合公園（こがそうごうこうえん）は、茨城県古河市にある都市公園である。愛称は古河公方公園（こがくほうこうえん）（2015年に採用）。所在地は茨城県古河市鴻巣399-1。

## 概要

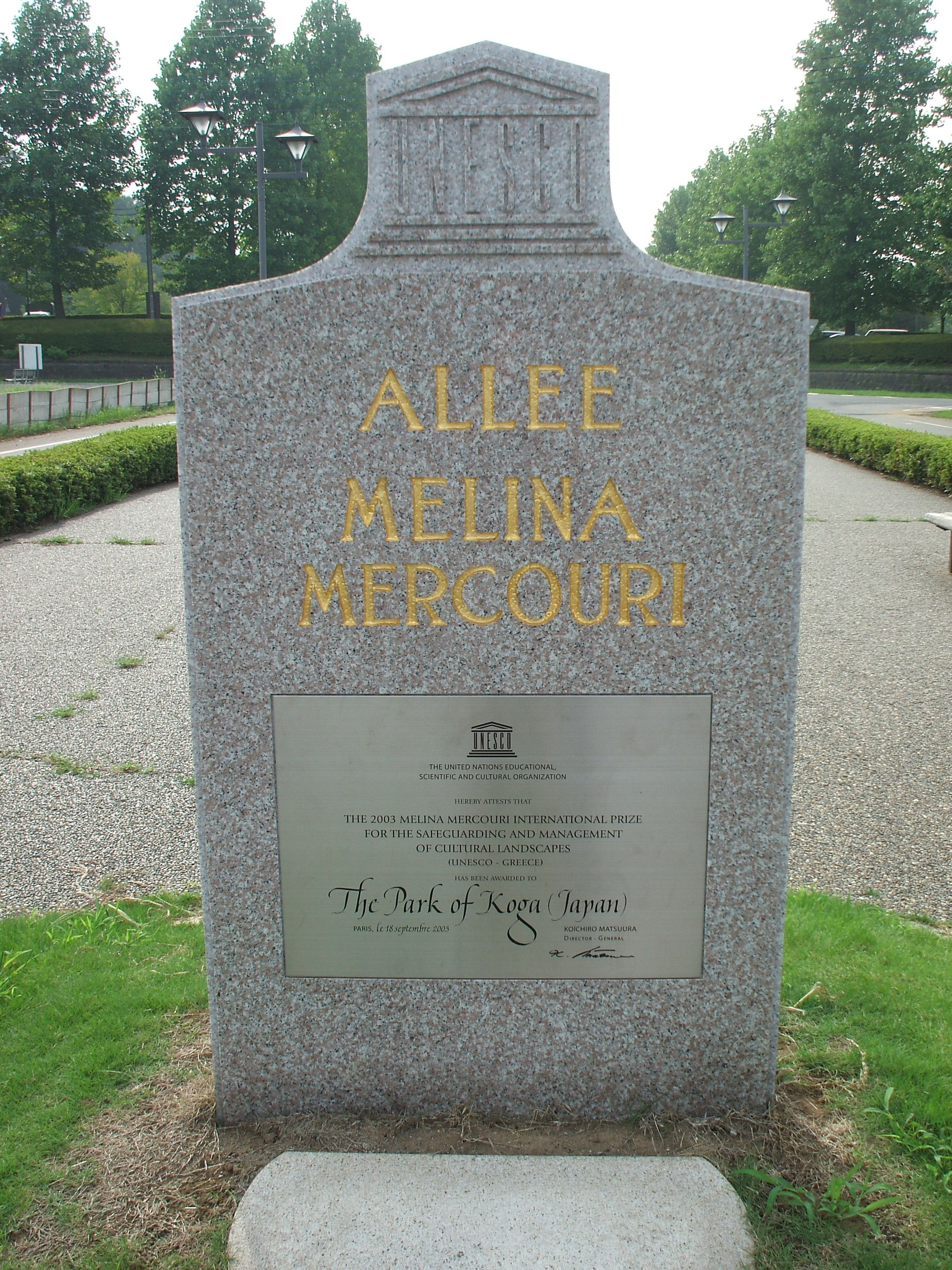
メリナ・メルクーリ国際賞受賞記念碑

設計監修は景観学者の中村良夫（東京工業大学名誉教授）。市民が集う現在の入会地・コモンズとして、また、「人間の歴史と自然の変遷がない交ぜになった有為転変の風景」を意識して、設計されている。中村はさらに、「パークマスター」制度を提案し、公園の維持管理だけでなく、イベントを企画・実施して、公園の顔となる役割を担うものとした。
面積は22.4ha（未整備部分を含めた計画面積は25.2ha）。公園内には、古河公方足利氏の御所跡（古河公方館跡）、徳源院跡、御所沼、民家園（旧飛田家住宅・旧中山家住宅）、芝生の広場（御所沼原等）、遊具広場、大賀ハスの蓮池、約2000本の花桃が植えられた桃林等がある。この桃林は、江戸時代に藩主土井利勝が桃の植樹を推奨したことに始まる「古河桃園」を再現したもので、現在も毎年3月下旬から4月上旬にかけて「古河桃まつり」が開催されて、多数の観光客が訪れる。
2003年、ユネスコとギリシャが主催する「文化景観の保護と管理に関するメリナ・メルクーリ国際賞」を、日本で初めて受賞。
一般財団法人古河市地域振興公社によって管理運営されている。

## 沿革
- 1972年　大総合公園主要構想案
- 1973年　古民家移築（旧中山家・旧飛田家）
- 1975年　一部開園（5.0ha）、千葉市から大賀蓮寄贈
- 1977年　第1回桃まつり
- 1978年　遊具の寄贈
- 1980年　クジャク小屋建設
- 1989年　基本計画の見直し
- 1990年　富士見塚完成、長塚節・若杉鳥子の歌碑建立
- 1992年　御所沼の復元開始
- 1995年　天神橋完成
- 1996年　御所沼の復元完了
- 1997年　公園周辺整備計画（計画面積を25.2haに拡大）
- 1998年　管理棟・ジェラテリア完成
- 1999年　パークマスター着任
- 2001年　第1回お茶つみ体験と百席茶会
- 2003年　古河総合公園づくり円卓会議の開設、ユネスコ主催の「文化景観の保護と管理に関するメリナ・メルクーリ国際賞」を受賞
- 2015年　愛称「古河公方公園」となる

## 主なイベント・花の見頃
- 梅花（2月上旬〜3月頃）
- 古河桃まつり（3月20日〜4月5日）
- ふるさと古河新茶まつり（5月第三日曜日）
- 花菖蒲（6月初旬）※連作障害等により、現在は植えられていない。
- 大賀ハス（7月）
- ハギ・ススキ（9月）
- 紅葉（10月下旬〜11月下旬）

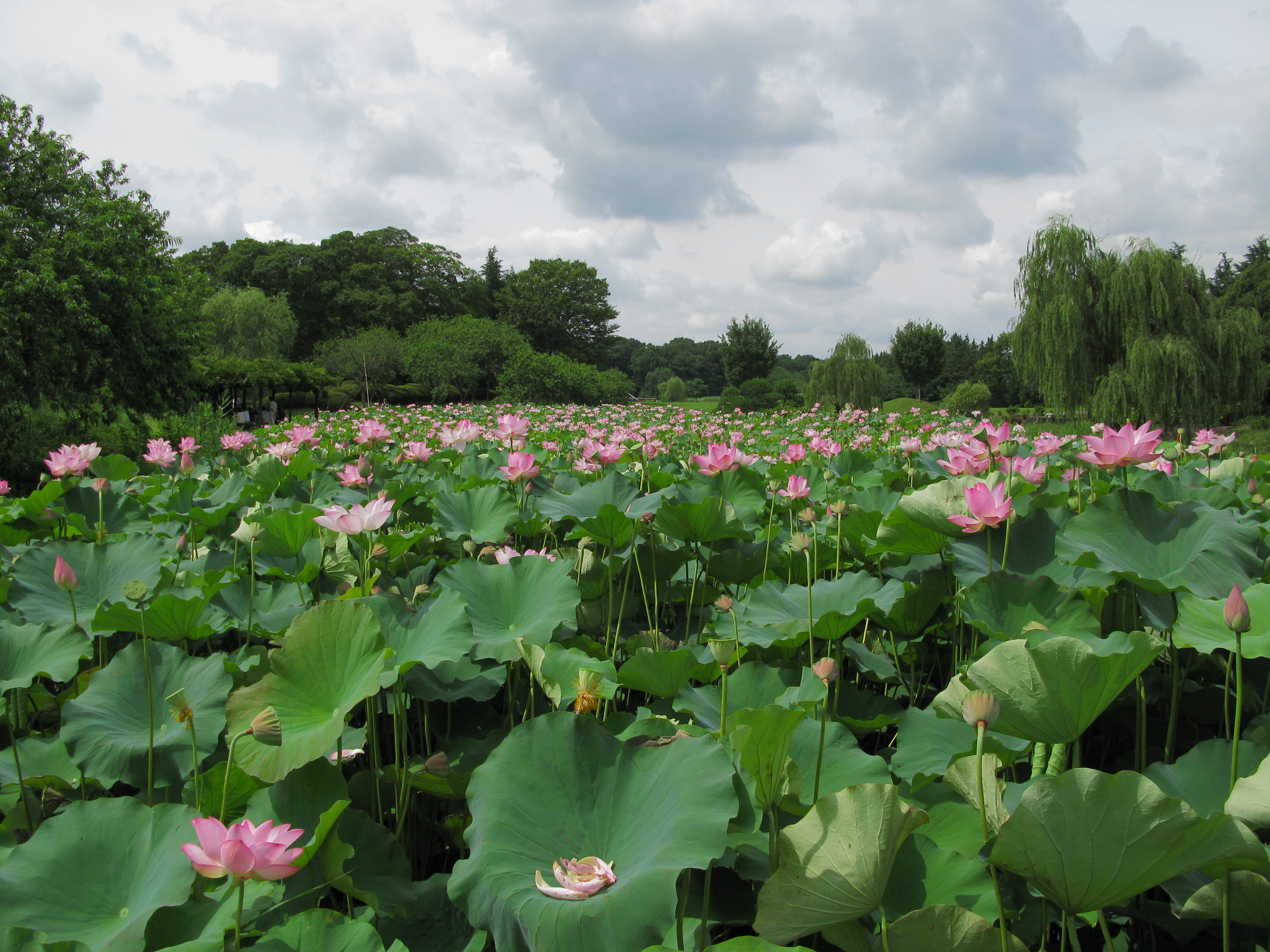
大賀ハス
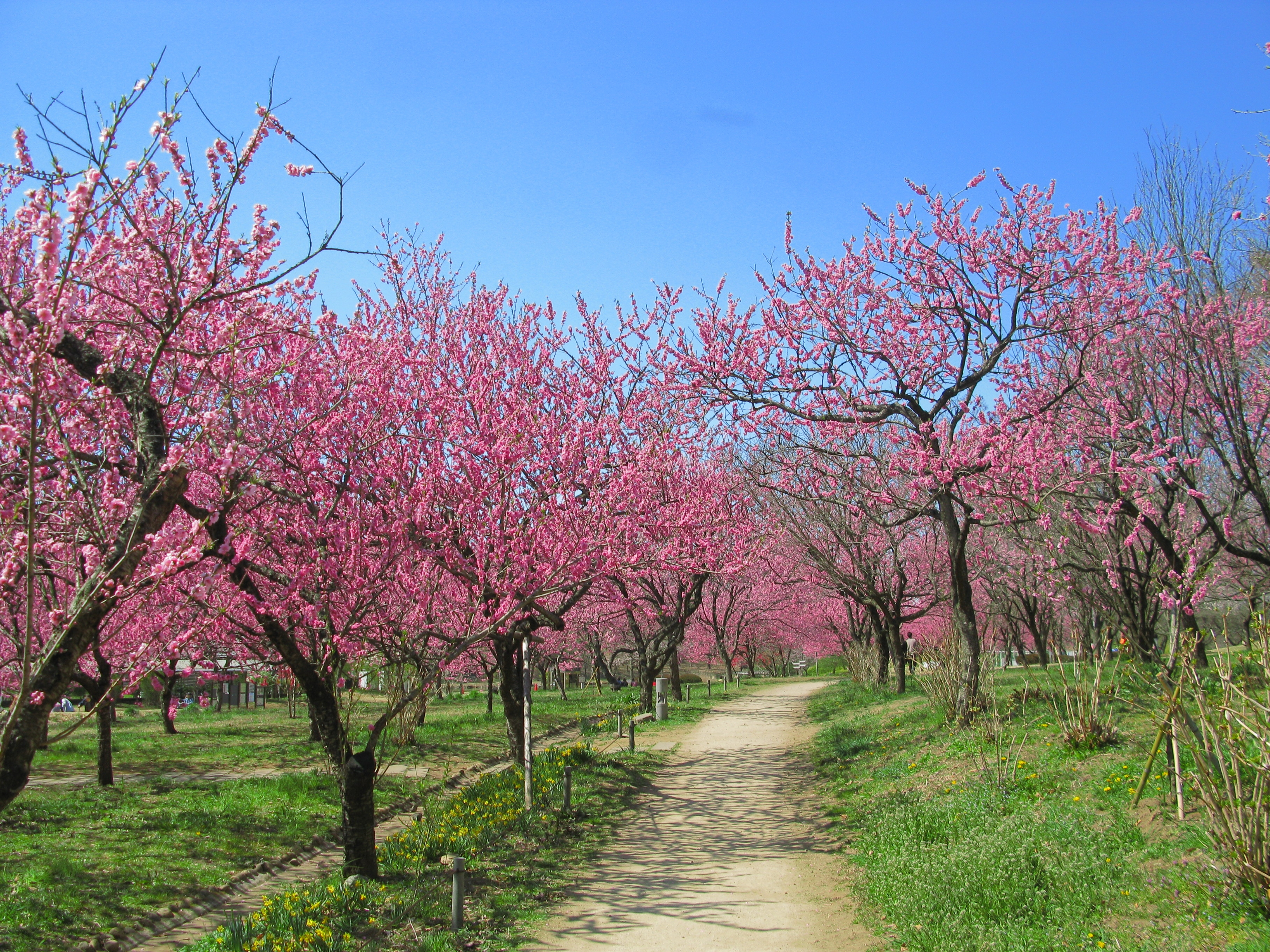
花桃

## 古河公方館跡
初代古河公方・足利成氏によって建てられた中世城館跡。詳細は古河公方館を参照。

## 御所沼
古河公方御所（古河公方館）のまわりにあることから、御所沼と呼ばれる。地元の伝説では、利根川が氾濫しかけたとき、かんどりさま（香取神社の祭神）が大男のダイダラボッチを呼び出し、洪水を押し戻してもらったが、そのときダイダラボッチが踏ん張ったときの足跡の一つが御所沼になったとされている。昭和24年（1949年）に、食糧増産のため、干拓・埋立されて消滅した後、平成8年（1996年）に一部が復現され、現在に至る。「明治時代の古河地図」によると、以前の沼の形状は、公方館跡のある半島西端を中心として5方向に広がる星型で、公園内の御所沼原や蓮池、管理棟、正門前の駐車場の場所も沼の一部だった。また、沼の先端の一つは、駒ヶ崎・市立サッカー場の丘の下にまで延びていた。当時は、5月頃に近在の娘たちが船を浮かべて、ジュンサイを摘む風景も見られた。御所沼復元の経緯は中村良夫の著書に詳しく紹介されている。

## 徳源院跡（古河公方足利義氏墓所）
徳源院跡は、桃林に囲まれた一角にある古河公方ゆかりの寺院跡。寺名は第5代・足利義氏の娘である氏姫（氏女）の法号による。鎌倉円覚寺末の臨済宗寺院であった。大小2つの石塔があり、大きな方が氏姫の子、足利義親のものである。石囲いがある小さな方は足利義氏のものとされ、茨城県指定文化財（史跡）となっている。本院は当初、第3代・足利高基室の法号により「瑞雲院」と称し、次に第4代・足利晴氏室法号の「芳春院」、最後に「徳源院」と改められたと考えられており、公方家代々の女性にゆかりが深い寺院であった。

## 公方様の森
御所沼に囲まれた半島状の台地がイヌシデやコナラを主体とした雑木林となっており、公方様の森と呼ばれている。かつての古河公方御所（古河公方館）1曲輪（根城）跡地である。

## 管理棟
1998年に完成。設計は内藤廣。公園の入り口に建つ木造の建造物。二入川が建物中心を通り東から御所沼に流れている。

## ジェラテリア
1998年に完成。公園の中央付近、御所沼のほとりに建築されたガラス張りの飲食施設。南側には八つの景観を表現した雪華園（乾坤八相の庭）が広がる。建築自体を指す場合は、単に「古河総合公園飲食施設」と呼称されることが多い。設計は妹島和世による。管理運営はまちづくり組織である株式会社雪華が行っている。

## 文化財
- 古河公方足利成氏館跡（県指定文化財）
- 古河公方足利義氏墓所（県指定文化財）
- 旧飛田家住宅（国の重要文化財）
- 旧中山家住宅（県指定有形文化財）

## 交通・アクセス
- 古河駅よりタクシー約10分、徒歩約40分
- 新古河駅からタクシー約10分、徒歩約40分
- 東北自動車道久喜インターチェンジから車で古河市中心部方向へ約30分、館林インターチェンジから車で約20分
- 圏央道境古河インターチェンジ、五霞インターチェンジから車で約30分

## 周辺公園施設
- ネーブルパーク
- 広域中央運動公園